# Friedrich Riese
Friedrich Riese (* 13. Juli 1895 in Berlin; † 30. Dezember 1966 in Weißenberg in Bayern) war ein deutscher Kriminaldirektor und SS-Führer.
Nach dem Schulbesuch und dem Studium der Rechtswissenschaften, das er mit der Promotion zum Dr. jur. abschloss, trat Riese in den Polizeidienst ein.
Zum 10. März 1938 trat er der SS bei und wurde zum 30. Januar 1939 zum SS-Sturmbannführer befördert (SS-Nummer 290.695). In den Jahren 1940 und 1941 war Riese als Regierungsrat Leiter des Referates V A 2 („Vorbeugung“) der Abteilung V A („Kriminalpolitik und Vorbeugung“) innerhalb der Amtsgruppe V („Verbrechensbekämpfung - Reichskriminalpolizeiamt“) des Reichssicherheitshauptamtes (RSHA).
Vom 19. September 1942 bis zum Februar 1945 leitete Riese als Oberregierungsrat die Kriminalpolizeileitstelle in Nürnberg.
1954 wurde Riese aus Altersgründen pensioniert.